# Jaroslav Beck
Jaroslav Beck (* 29. května 1988 Strakonice) je český hudební skladatel, vedoucí hudby a spoluzakladatel společností CANS a Beat Games s.r.o.
V roce 2018 založil s Jánem Ilavským a Vladimírem Hrinčárem Beat Games s.r.o., společnost, která stojí za virální VR hrou Beat Saber, která je první VR hrou, jíž se prodalo přes jeden milion kopií.
Časopisem Forbes byl v roce 2016 zařazen do žebříčku 30 pod 30, který označuje 30 nejtalentovanějších lidí v Česku, kteří ještě nedosáhli věku 30 let, také patří mezi 3 technologické evangelisty. 

## Život a kariéra

### Mládí
Jaroslav Beck se narodil ve městě Strakonice v jižních Čechách.
S hudbou se poprvé setkal v šesti letech, kdy se začal učit hrát na flétnu. Brzy si uvědomil, že nemá rád reprodukci toho, co už někdo složil, protože mu to nedává svobodu, a začal vytvářet vlastní songy. Ve 14 letech začal létat na kluzácích. O rok později úspěšně absolvoval výcvik a získal pilotní licenci. To se ukázalo jako důležitý krok, který mu dal jistotu, kterou potřeboval, a později mu pomohl rozhodnout se pro opuštění své komfortní zóny a začal se věnovat hudbě na plný úvazek.
V roce 2003 začal studovat střední odbornou školu ve Strakonicích a zároveň začal pracovat jako DJ. V návaznosti na rodinnou tradici v roce 2007 nastoupil na Západočeskou univerzitu v Plzni a studoval na strojní fakultě, studium ukončil v roce 2012.

### Oxford
V roce 2012 opustil Západočeskou univerzitu a odešel do Oxfordu studovat Audio Production na SAE Institute.
V Oxfordu změnil své DJ pódiové jméno na „Sqeepo“ a začal se opírat o styl elektronické hudby nazvaný „Dubstep“. Během studií na SAE strávil většinu času ve studiu, kde skládal hudbu pod svou identitou Sqeepo. Skládal také hudbu pro slovenskou zpěvačku Kristínu.
V roce 2014 úspěšně s vyznamenáním absolvoval SAE Institute v Oxfordu a získal titul BSc..

### Produkce hudebních trailerů
V roce 2013 se spojil se svým přítelem, výtvarníkem vizuálních efektů, Pavlem Kacerlem. Jaroslav vytvořil zvukové efekty a skládal originální hudbu s Pavlovým demo reelem pro film Iron Man 3, který se později ukázal být významným krokem k jeho současné kariéře.
Díky hudbě, kterou složil pro demo reel, si ho všimlo zámoří a zároveň v Oxfordu dostal svou první pracovní nabídku na remix hudby EA Games Battlefield Hardline traileru v roce 2014.
Poté následovalo více pracovních nabídek a Jaroslav začal pracovat na trailerech pro filmy a hry na plný úvazek. Po Battlefield Hardline, pracoval na Battlefield 4 Final Stand a další trailer pro Battlefield Hardline.
Poté, co začal spolupracovat s Blizzard Entertainment, jeho první trailer byl Heroes of the Storm v roce 2015 následovaný StarCraft II: Legacy of the Void, kde Jaroslav remixoval originální StarCraft hudbu. V roce 2016 vyhrál G.A.N.G. Cena za nejlepší nejlepší Filmové/Cut Scene Audio jako součást týmu, který stál za úvodním trailerem StarCraft II: Legacy of the Void.
Spolupracoval také s Joshua Crispin aka Generdyn na hudbě, která byla použita v televizním spotu pro film Terminator Genisys v roce 2015 a v televizním spotu pro Star Wars: Síla se probouzí. V roce 2016 spolupracoval na hudební skladbě pro Blizzard’s „Overwatch“ krátké filmy (Alive, Hero, Dragons) a začal spolupracovat se společností Boss Key Productions Cliffa Bleszinskiho na trailerech a soundtracích pro novou hru „LawBreakers“.

### Epic Music Productions
V roce 2016 Jaroslav Beck založil společnost Epic Music Productions s.r.o. Společnost se zaměřuje na moderní filmovou produkci, především na trailery a soundtracky pro hudební a herní průmysl. Specialitou společnosti je produkce kompletního zvukového obsahu pro nové hry od soundtracku, přes zvukový design, po zvuk samotných trailerů. Jejich klienti jsou z celého světa, především z USA. V budoucnu se plánují zaměřit na projekty v oblasti virtuální reality a také na vývoj nového audio hardwaru, aby inovovali zvuk pro soundtracky jako takové. Jaroslav také produkoval mnoho skladeb, které se v roce 2018 objevily ve VR rytmické hře Beat Saber.

### Beat Games
Společnost založil na začátku roku 2018 s Jánem Ilavským a Vladimírem Hrinčárem (vývojáři her).
Zakladatelé společnosti jsou autory rytmické VR hry Beat Saber. Vize společnosti Beat Games do budoucna je zaměřena především na dokončení Beat Saberu, aby se z něj stala nejlepší hra, která bude definovat začínající éru VR. Kromě toho, aby byla kultovní hrou pro celou platformu.

### Beat Saber
Beat Saber je rytmická VR hra, kde je cílem rozsekávat kostky, které zapadají do přesně vytvořené hudby. Beat Saber se stal hitem uživatelů VR. Hra byla vydána 1. května 2018, na Steamu a Oculus storu, v prvních 28 dnech se prodalo 100 000 kopií. Beat Saber je dostupný na Oculus Rift, HTC Vive, Windows Mixed Reality Headset, PlayStation VR a Oculus Quest. V únoru 2019 Beat Games oficiálně prodal 1 milion kopií této hry napříč všemi platformami.

## Ocenění
Cena GANG
- Kategorie: Best Cinematic/Cutscene Audio
- Rok: 2016
- Práce: Starcraft II Legacy of the Void - Intro Cinematic by Blizzard Entertainment Audio Team.[14]